# Husle
Husle jsou vesnice, část obce Pernštejnské Jestřabí v okrese Brno-venkov v Jihomoravském kraji. Nacházejí se v Hornosvratecké vrchovině, v přírodním parku Svratecká hornatina, asi 2 km na jihovýchod od Pernštejnského Jestřabí. Žije zde 23 obyvatel. Katastrální území Huslí má rozlohu 1,47 km².

## Název
Před 19. stoletím se vesnice uváděla pod jménem Hysly (stejné jméno nese vesnice Hýsly na Kyjovsku). V 19. století do písemných pramenů pronikl tvar Husle vzniklý (už dříve v lidové mluvě) přikloněním k housle. Jméno Hysly má nejistý původ, snad jeho základem byl tvar Jiščli, množné číslo osobního jména Jiščl(a), domácké podoby jména Jiščislav (v jehož první části byl obsažen kořen slovesa jiskati - "hledat"). Tvar Jiščli by pak označoval původní obyvatele vsi, Jiščlovy, tedy Jiščlovu rodinu. Tvar Hýsly by pak vznikl nářeční záměnou J- > H- a zjednodušením hláskové skupiny -ščl-. 

## Historie
První písemná zmínka o vsi je z roku 1364 (Hysly). Součástí Pernštejnského Jestřabí jsou Husle od roku 1850.
K 1. lednu 2005 byla vesnice Husle, jako součást obce Pernštejnské Jestřabí, společně s dalšími 23 obcemi převedena z okresu Žďár nad Sázavou (Kraj Vysočina) do okresu Brno-venkov (Jihomoravský kraj).

## Obyvatelstvo
| Rok            | 1869 | 1880 | 1890 | 1900 | 1910 | 1921 | 1930 | 1950 | 1961 | 1970 | 1980 | 1991 | 2001 | 2011 | 2021 |
| -------------- | ---- | ---- | ---- | ---- | ---- | ---- | ---- | ---- | ---- | ---- | ---- | ---- | ---- | ---- | ---- |
| Počet obyvatel | 64   | 79   | 39   | 51   | 60   | 54   | 54   | 39   | 27   | 22   | 23   | 10   | 7    | 10   | 23   |
| Počet domů     | 8    | 8    | 9    | 9    | 9    | 9    | 9    | 9    | —    | 7    | 6    | 7    | 10   | 11   | 11   |

Vývoj počtu obyvatel